# Cidadania honorária
Cidadania honorária é um título de honraria que uma pessoa de importância recebe de alguma localidade. O título de cidadão equipara a pessoa homenageada a uma adoção oficial. A pessoa agraciada passa a ser um irmão, um conterrâneo, uma pessoa da terra natal. Mesmo que um homenageado não tenha nascido ou não resida na localidade, para que se lhe conceda tal homenagem, faz-se necessário que se diga o que ele (homenageado) fez, sem visar lucros, interesses pessoais ou profissionais, em defesa do povo da localidade que lhe concedeu tal cidadania.

## No mundo
Lady Gaga é cidadã honorária de Sydney, por prestar favores que ajudaram no desenvolvimento social do local.
Ariana Grande é cidadã honorária de Manchester, por realizar o concerto One Love Manchester as vítimas do atentado no seu show Dangerous Woman Tour.
Luiz Inácio Lula da Silva tornou-se cidadão honorário de Paris no dia 3 de outubro de 2019, por seu engajamento pela "redução das desigualdades sociais e econômicas".
Lewis Hamilton tornou-se cidadão honorário do Brasil no dia 9 de Junho de 2022.

## No Brasil
No Brasil, as regras para ser homenageado com a honraria variam de acordo com a localidade, mas geralmente o pedido da outorga da honraria parte de um parlamentar (deputado ou vereador).
No caso do município do Rio de Janeiro o título é dado para aqueles que nasceram em outras localidades, ou mesmo que tenham prestado serviço à causa da democracia ou à causa da humanidade, como diz o Regimento Interno da Câmara Municipal.
Alguns exemplos de localidades que concederam títulos de cidadãos honorários são:
- Município do Rio de Janeiro: o italiano Domenico de Masi recebeu o título em 2010.[4]
- Distrito Federal: a ministra Maria do Rosário, natural do Rio Grande do Sul recebeu o título em 2012, proposto pelo Deputado Wasny de Roure[5]; artista plástico Glênio Bianchetti, também gaúcho, tornou-se cidadão honorário em 2013, através de solicitação do ex-deputado distrital Wilson Lima.[6]
- No Distrito Federal, o piloto de Fórmula 1 Lewis Hamilton recebeu seu título de cidadão honorário brasileiro no dia 07 de novembro de 2022. O piloto foi homenagado pois, após vencer o GP de Interlagos, em São Paulo, no ano de 2021, Hamilton percorreu a pista segurando a bandeira brasileira em suas mãos e dedicou a vitória a Ayrton Senna.

## Cerimônia de entrega das chaves de uma cidade
O simbólico ato de "dar as chaves de uma cidade" a uma pessoa representa um alto galardão destinado a distinguir personalidades que, pelo seu prestígio, ou por uma determinada ação, tenham colocado o nome da cidade no topo do mundo. Essa prática tem um significado simbólico, uma vez que a chave simboliza a liberdade do destinatário de entrar e sair da cidade à vontade, como um sinal de confiança dos moradores da cidade àquela pessoa.